# Stosunki brytyjsko-sanmaryńskie
Stosunki brytyjsko-sanmaryńskie. Wielka Brytania utrzymuje stosunki dyplomatyczne z San Marino od 1899 roku. Mimo tego obecnie Wielka Brytania nie ma w San Marino swojego przedstawicielstwa, natomiast w Londynie znajduje się Konsulat Generalny Republiki San Marino. Stosunki dwustronne San Marino są jednak dość mocno zależne od umowy z Włochami, w myśl której polityka zagraniczna tej republiki jest de facto prowadzona przez rząd włoski.

## Główne podobieństwa i różnice między Wielką Brytanią a San Marino
Oba kraje leżą w Europie jednakże w różnych częściach Wielka Brytania leży w Europie Północnej natomiast San Marino w Europie Południowej.
Oba kraje mają też różny ustrój: Wielka Brytania to monarchia natomiast San Marino to republika. Najważniejszą cechą determinującą dość znacznie stosunki pomiędzy oba krajami jest wielkość oraz pozycja na arenie międzynarodowej. Wielka Brytania ma powierzchnię 244 820 km² oraz 62,2 miliony ludności natomiast San Marino odpowiednio 61,6 km² i 31 603 mieszkańców.

## Historia
Na mocy Układu o przyjaźni, dobrym sąsiedztwie i handlu podpisanego pomiędzy władzami San Marino a Włoch, oba kraje prowadziły wspólną politykę zagraniczną, sprowadzającą się de facto do prowadzenia polityki zagranicznej obu państw przez rząd włoski. Jednakże San Marino na przełomie XIX i XX wieku podpisało kilka niezależnych umów międzynarodowych dotyczących głównie ekstradycji oraz wymiany konsulów.
Historia stosunków brytyjsko-sanmaryńskich rozpoczęła się w 1899 roku, kiedy to Brytyjczycy założyli w San Marino konsulat. W 1900 Wielka Brytania podpisała z San Marino dwustronny traktat ekstradycyjny.
Podczas II wojny światowej doszło do napięcia stosunków sanmaryńsko-brytyjskich. San Marino podczas II wojny światowej cały czas zachowywało neutralność, przyjmowało jednak uchodźców, zarówno Włochów jak i Żydów. Aby uchronić się przed przypadkowymi atakami, San Marino oznaczyło swoje granice w terenie białymi krzyżami.
26 czerwca 1944 roku San Marino zostało jednak zbombardowane przez brytyjskie lotnictwo. Na San Marino spadły 243 bomby, które zabiły ponad 100 osób, a 60 raniły. Mimo tego incydentu 21 sierpnia 1944 San Marino wypowiedziało wojnę Niemcom, stając się sojusznikiem Wielkiej Brytanii. Zniszczenia wojenne były pierwotnie, w 1949, oszacowane przez Wielką Brytanię na kwotę 26 tysięcy funtów brytyjskich. Kwota ta jednak nie została uznana przez rząd poszkodowanej republiki za wystarczającą, gdyż władze San Marino domagały się kwoty 732 milionów lirów włoskich. Do porozumienia doszło dopiero w 1961 roku, dzięki negocjacjom prowadzonym przez ONZ rząd brytyjski wypłacił w sumie 80 tysięcy funtów odszkodowań.

## Wizyty zagraniczne
Polityka zagraniczna San Marino jest prowadzona teoretycznie wspólnie z władzami Włoch w praktyce jednak przez stronę włoską z tego powodu ani przedstawiciele Wielkiej Brytanii nie wizytowali San Marino. Jak również kapitanowie regenci San Marino nie byli z oficjalną wizytą w Londynie.

## Traktaty i umowy między obu państwami
Polityka zagraniczna San Marino jest prowadzona teoretycznie wspólnie z władzami Włoch w praktyce jednak przez stronę włoską. Na przełomie XIX i XX wieku San Marino podpisało jednak kilka umów dotyczących głównie ekstradycji.
- 1900 – Dwustronny traktat ekstradycyjny[6].
- 1949 – Umowa o ruchu bezwizowym[10].
- 2010 – Umowa w sprawie wymiany informacji podatkowych[10].

## Placówki dyplomatyczne
Mimo że San Marino utrzymuje stosunki dyplomatyczne z wieloma państwami, na jego terenie tylko Włochy i Watykan mają swoje ambasady. Ambasador Wielkiej Brytanii we Włoszech jest akredytowany również w San Marino. Natomiast w Londynie swoją siedzibę ma Konsul Generalny San Marino.